# Mistrzostwa Europy w Short Tracku 1998
2. edycja Mistrzostw Europy w Short Tracku odbywała się w dniach 23–25 stycznia 1998 w Budapeszcie na Węgrzech.

## Klasyfikacja medalowa
| Lp.    | Kraj            | Złoto | Srebro | Brąz | Razem |
| 1.     | Włochy          | 9     | 6      | 3    | 18    |
| 2.     | Wielka Brytania | 2     | 1      | 1    | 4     |
| 3.     | Holandia        | 1     | 7      | 5    | 13    |
| 4.     | Niemcy          | 0     | 0      | 1    | 1     |
| Ogółem | Ogółem          | 12    | 14     | 10   | 36    |

## Medaliści i medalistki

### Mężczyźni
| Konkurencja          | Złoto             | Czas     | Srebro                          | Czas     | Brąz              | Czas          |
| -------------------- | ----------------- | -------- | ------------------------------- | -------- | ----------------- | ------------- |
| 500 metrów           | Dave Versteeg     | 42.648   | Fabio Carta                     | 42.651   | Michele Antonioli | 42.831        |
| 1000 metrów          | Nicky Gooch       | 1:32.480 | Fabio Carta                     | 1:32.623 | Michele Antonioli | 1:32.818      |
| 1500 metrów          | Fabio Carta       | 2:26.390 | Nicola Franceschina             | 2:26.622 | Dave Versteeg     | 2:27.094      |
| 3000 metrów          | Michele Antonioli | 5:29.078 | Fabio Carta                     | 5:29.179 | Nicky Gooch       | 5:29.291      |
| Wielobój             | Fabio Carta       | 14 pkt.  | Dave Versteeg Michele Antonioli | 9 pkt.   | nie przyznano     | nie przyznano |
| Sztafeta 5000 metrów | Wielka Brytania · | 7:09.168 | Włochy ·                        | 7:11.402 | Holandia ·        | 7:18.727      |

### Kobiety
| Konkurencja          | Złoto              | Czas     | Srebro                            | Czas     | Brąz                | Czas          |
| -------------------- | ------------------ | -------- | --------------------------------- | -------- | ------------------- | ------------- |
| 500 metrów           | Barbara Baldissera | 46.262   | Anke Jannie Landman               | 46.334   | Marinella Canclini  | 46.337        |
| 1000 metrów          | Marinella Canclini | 1:33.542 | Ellen Wiegers                     | 1:33.803 | Anke Jannie Landman | 1:33.991      |
| 1500 metrów          | Marinella Canclini | 2:25.291 | Ellen Wiegers                     | 2:25.690 | Anke Jannie Landman | 2:26.580      |
| 3000 metrów          | Marinella Canclini | 5:44.256 | Debbie Palmer                     | 5:45.895 | Ellen Wiegers       | 5:55.697      |
| Wielobój             | Marinella Canclini | 17 pkt.  | Anke Jannie Landman Ellen Wiegers | 8 pkt.   | nie przyznano       | nie przyznano |
| Sztafeta 3000 metrów | Włochy ·           | 4:25.090 | Holandia ·                        | 4:26.246 | Niemcy ·            | 4:26.903      |